# Добой (община)
Община Добой (на сръбски: Општина Добој) е разположена в Република Сръбска, част от Босна и Херцеговина. Неин административен център е град Добой. Общата площ на общината е 808.85 км2. Населението ѝ през 2004 година е 80 464 души.